# هیز جونز
هیز جونز (انگلیسی: Hayes Jones؛ زادهٔ ۴ اوت ۱۹۳۸) دونده اهل ایالات متحده آمریکا است.
وی در مسابقات کشوری و بین‌المللی در مجموع برندهٔ ۲ مدال طلا، ۱ مدال برنز شده‌است.